# 牛津川

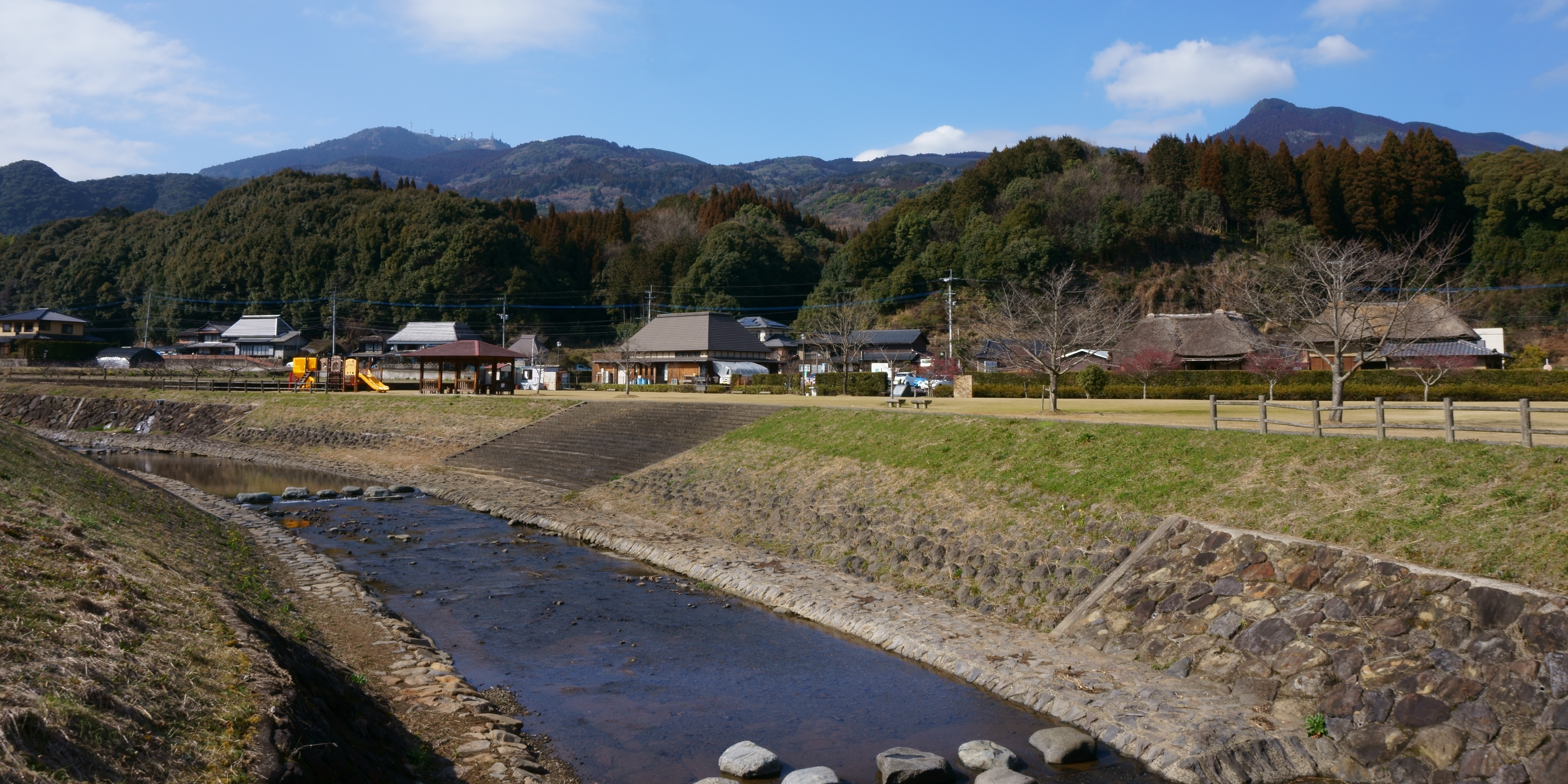
川に面した宝満山公園（多久市西多久町）。川打家住宅・森家住宅、幡船の里に隣接

牛津川（うしづがわ）は、佐賀県多久市西部に源を発し、小城市牛津町を経て、白石町福富付近で六角川に合流する一級河川である。延長約27km。

## 地理
佐賀県多久市西部の八幡岳付近が水源。多久市内を概ね東に流れ、中通川、今出川など多久盆地の中小河川を合流する。。多久市と小城市の境からは南に流れ、筑紫平野（佐賀平野）の低地に入ると複雑に蛇行する。上流の多久市の区間はかつて多久川とも呼ばれた。小城市牛津町牛津で牛津江川を合流、一部小城市と杵島郡江北町の境を流れ、白石町大字福富付近で六角川に合流する。
河口から十数km上流まで標高は3m以下。最下流部の小城市牛津町・芦刈町では三角州と考えられる平坦部を下刻する河道の蛇行帯がみられ、周りの地盤面よりも1m程度低く湛水しやすい部分を形成している。なお芦刈町南部は江戸時代以降の干拓地。六角川本流よりは短いが河口から約12kmの古賀橋（佐賀県多久市東多久町別府）下流までが感潮区間。
明治の鉄道開通以前は多久地方で産する米や石炭が舟で運ばれた。河港の牛津は長崎街道の宿場もあって、「一（市）は高橋、二（荷）は牛津」と謳われたほど栄えた。

## 水害・治水
六角川本流と同じく中～下流は超低勾配であり長い感潮域を持つ、浸水の常襲地帯。内水停滞による浸水の対策が課題となっている。
1953年（昭和28年）6月、1967年（昭和42年）7月、1980年（昭和55年）8月、1990年（平成2年）7月、1993年（平成5年）8月などに洪水被害が発生している。1953年の洪水では上流山間部で氾濫を起こした後に現多久市別府の東で数か所破堤し低地に沿って南下、支流晴気川の氾濫が合流、さらに六角川河口部では六角川本流よりも優勢な流れで南下した。1990年の洪水は多久市多久町から牛津町までの30か所超で氾濫・越水する大規模な被害となった。監視を行う観測所は妙見橋（多久市東多久町大字別府）ではん濫危険水位が4.4m、計画高水位が5.45mだが、1990年出水時は6.06m、1993年出水時は5.11mを記録している。 
牛津川における近代的治水工事は1936年（昭和11年）に遡り、堤防建設や増強・拡幅、河道掘削（浚渫）、堰の改築などが行われてきた。1980年洪水後の”河川激甚災害対策特別緊急事業”（激特）では計画高水位までの築堤や橋の架け替えなどが行われた。1990年洪水後は、2度目の激特事業を通じ河道掘削や樋門設置などに加えて牟田部遊水地の設置、同時期に国・県・市町により内水対策として排水機場の設置が進められた。

### 牟田部遊水地
| 周囲堤・越流堤 |  | 堤内の農地 |
| 周囲堤・越流堤 |  | 堤内の農地 |

牟田辺遊水地（むたべゆうすいち）は多久市南多久町の牛津川中流に設けられた遊水地。面積53.4ha、洪水調節容量90万m3（毎秒100m3）。
民有の農地に地役権を設定する方式が採られており、普段は農地として利用されるが、増水時は遊水地として国が利用する権利が設定されている。
1990年の水害を受けた事業で、2002年（平成14年）6月に完成した。2009年（平成21年）7月の大雨では妙見橋で史上2番目に高い水位5.62mを記録したが、遊水地稼働の効果などにより、上流から中流に当たる多久市内では家屋の浸水被害が0戸に抑えられた。
しかし2009年出水時、貯水量は満水の3分の1に過ぎない32万m3に留まった一方で、下流の小城市牛津町では計画高水位を超えており、特に水位が堤防天端付近に達した地点では水防団による土嚢積みで辛うじて越水を免れた。そのため川への排水が制限され、内水氾濫が発生した。また2012年（平成24年）7月にも同様に、遊水地が稼働したものの下流で内水氾濫が発生した。原因は稼働の基準が100年に1度程度の高水位に設定されていたためとされ、2013年に越流堤を固定堰から可動堰に改修し30年に1度程度の高水位から稼働できるようになった。

### 更なる遊水地の計画
2012年策定の河川整備計画では、更なる対策として牛津川下流に牛津川遊水地の新設案が盛り込まれた。予定地は小城市小城町池上で、農地や隣接する住宅の補償などの協議が行われている。
2019年（令和元年）8月の水害では牛津川から5ヶ所の越水が発生するなどして平野部が浸水した。これを受けて2020年に整備計画が改定、牛津川本流の流下量を増やし排水可能度を上げることで内水被害を減らすため、河道掘削（浚渫）、部分的な引堤、遊水地の設置を5年程度で行う計画、また堀（クリーク）などの水位を事前に下げる取り組みの強化などが進められ、新たに牛津川中上流遊水地の計画も盛り込まれた。

## 河川施設

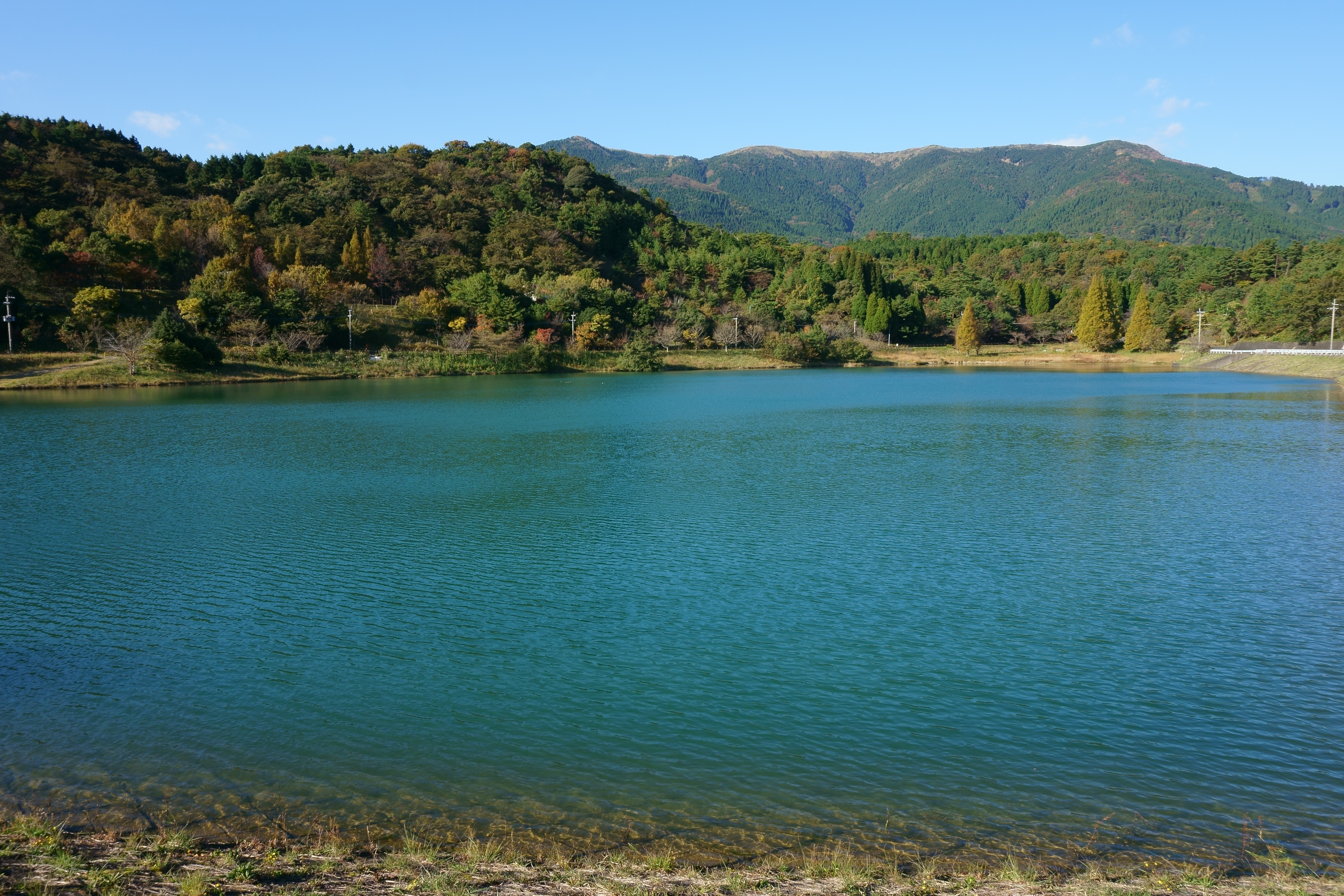
八丁ダム

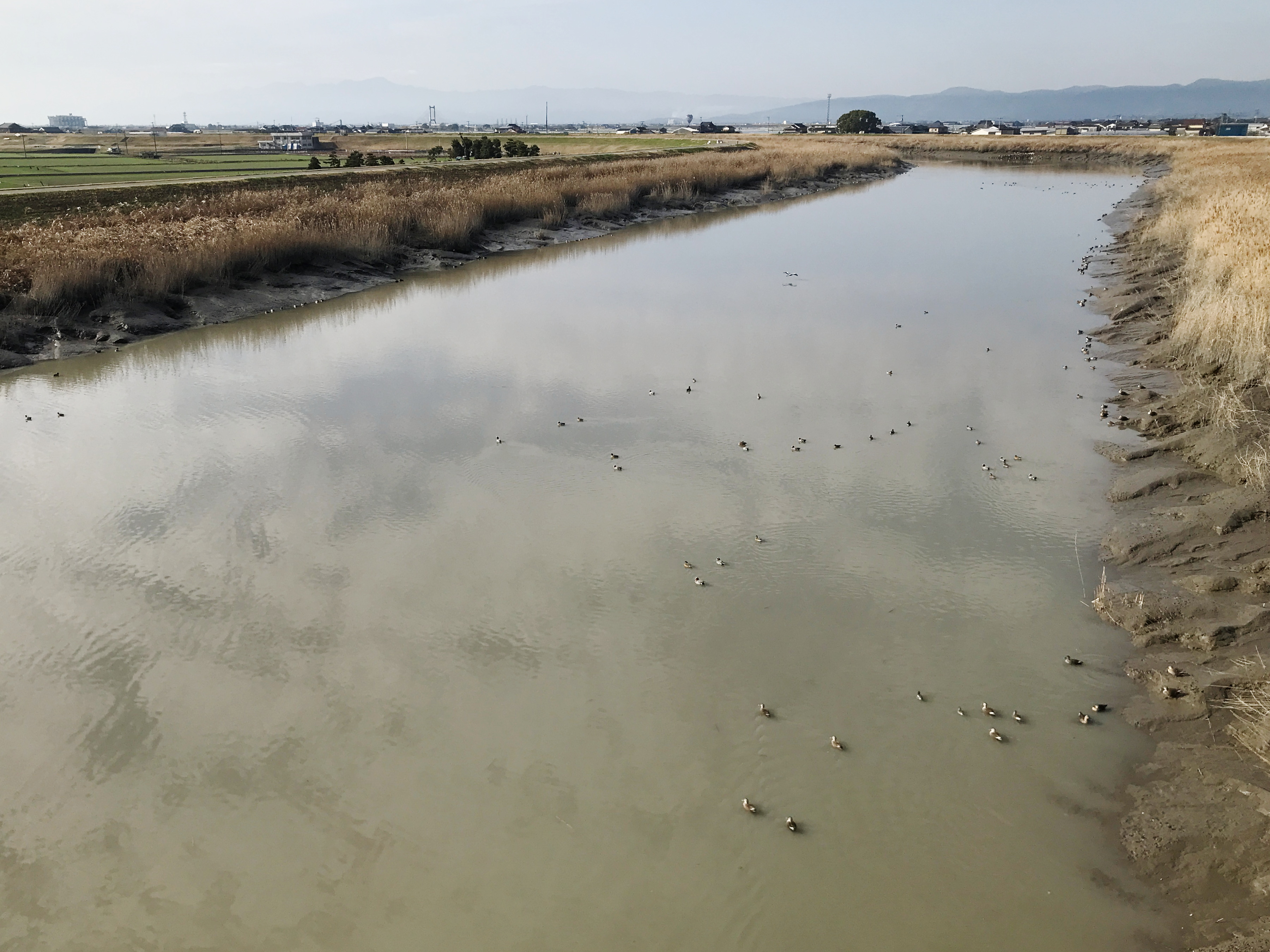
ガタ土とヨシ原の川岸が続く下流部（牛津大橋付近）

### ダム・堰
| 河川        | 名称                   | 堤高 (m) | 総貯水 容量 (千m3) | 型式         | 事業者     | 備考                 |
| ----------- | ---------------------- | -------- | ------------------ | ------------ | ---------- | -------------------- |
| 牛津川      | （牛津川中上流遊水地） | －       | －                 | －           | 国土交通省 | （計画中）           |
| 牛津川 右岸 | 牟田部遊水地           | 4.0      | 900                | 可動堰       | 国土交通省 |                      |
| 牛津川 左岸 | 牛津川遊水地           | －       | －                 | －           | 国土交通省 | （計画中）           |
| 瓦川内川    | 天ヶ瀬ダム             | 39.4     | 532                | アース       | 佐賀県     |                      |
| 今出川      | 岸川防災ダム           | 26.5     | 330                | 重力式       | 佐賀県     |                      |
| 川原川      | 八丁ダム               | 24.6     | 347                | ロックフィル | 佐賀県     |                      |
| 天山川      | 天山ダム               | 69.0     | 3270               | ロックフィル | 九州電力   | 天山発電所上部調整池 |

（※牛津川水系のみ記載）

### 排水機場
| 場所                                        | 名称                  | 排出先                | 左岸/右岸             | 排水能力 (m3/s) | 管理者     |
| ------------------------------------------- | --------------------- | --------------------- | --------------------- | --------------- | ---------- |
| 個別は10m3/s以上の各大型機場のみ掲載。出典: |                       |                       |                       |                 |            |
| 小城市牛津町牛津                            | 牛津江                | 牛津川                | 右岸                  | 50.0            | 国土交通省 |
| 牛津川系合計 計24か所                       | 牛津川系合計 計24か所 | 牛津川系合計 計24か所 | 牛津川系合計 計24か所 | 147.1           | －         |

（※牛津川水系のみ記載）

## 支流・流域

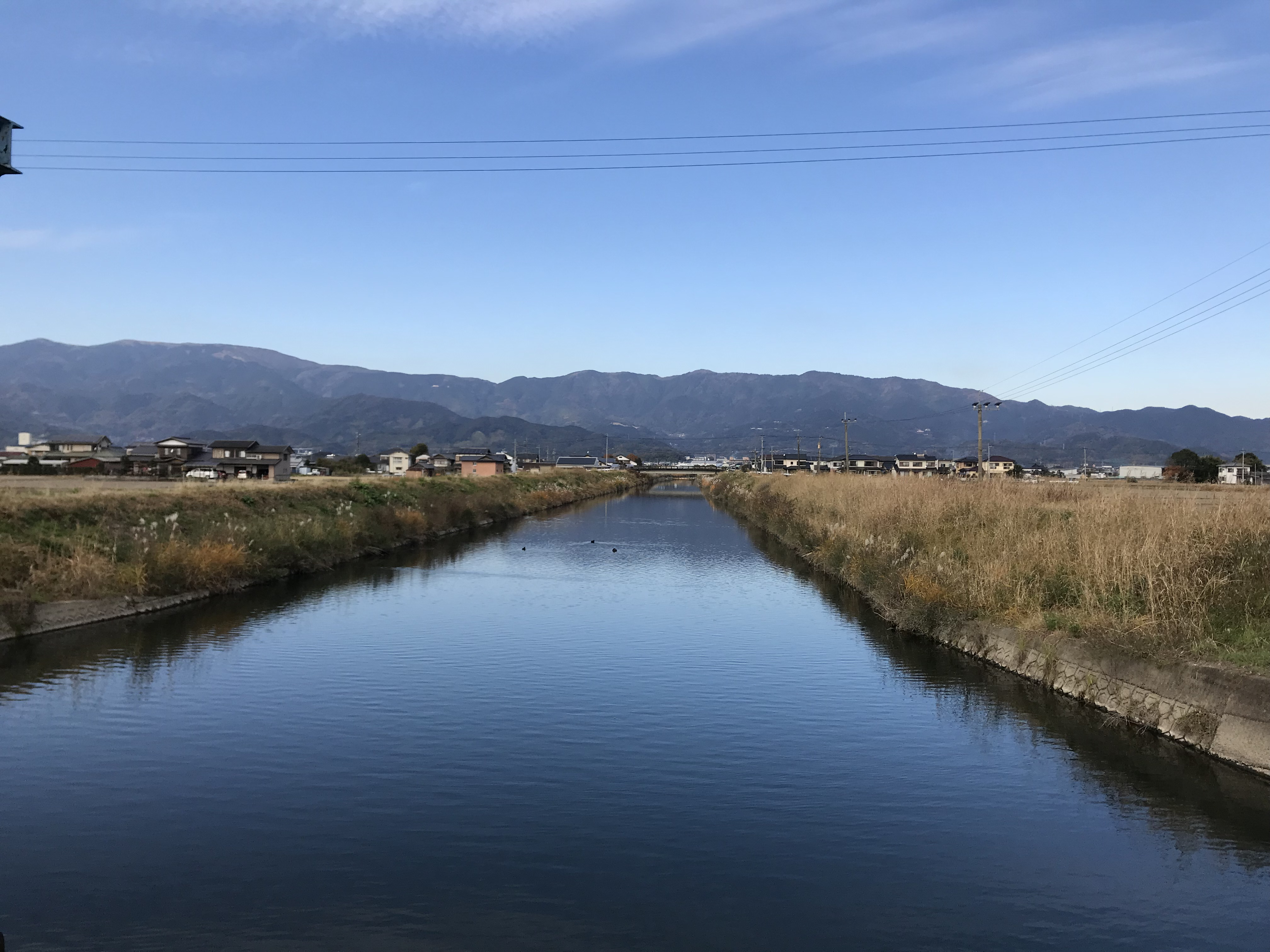
牛津江川

六角川水系は九州地方整備局武雄河川事務所（所在地:武雄市）の管轄。
| 主要支流 | 流域市町                           |
| --- | ---------------------------------- |
| 支流は上流から順。 ※太字は洪水予報対象の区間がある河川。下線は予報対象外だが 避難判断水位等を設定し水位の監視が行われている区間がある河川。    |                                    |
| - 牛津川 - 板屋川 - 向谷川 - 藤川内川 - 中通川 - 山犬原川 - 瓦川内川 - 今出川 - 天山川 - 石原川 - 西山川 - 別府川 - 西郷川 - 晴気川 - 牛津江川 | 佐賀県: 多久市 小城市 杵島郡江北町 |